# ARF1
O fator de ribosilação do ADP, ou ADP-ribosylation factor (ARF) é uma proteína que nos humanos é codificada pelo gene Arf-1. É responsável por regular o tráfego vesicular e a estrutura de organelas ao recrutar proteínas formadoras de vesículas, regular o metabolismo de fosfolipídios e modular a estrutura da actina (proteína do citoesqueleto) na superfície das membranas. 
Avanços recentes no entendimento da ação da ARF1 e ARF6 em específico permitem conhecer melhor a função das proteínas ARF e sua relação com processos biológicos como a secreção, endocitose, fagocitose, citocinese, adesão celular e invasão celular tumoral.

## Estrutura do gene ARF1
Leet et al (1992) determinou que o gene da ARF1 tinha 4 íntrons e é constituído por, aproximadamente, 16,5 kb. O éxon 1 (46 pb) contém apenas sequências não traduzidas. A região 5' possui grande quantidade de repetições das bases nitrogenados guanina e citosina (GC), mas nenhuma região TATA box ou CAAT box, como costuma se achar nos genes atuantes na manutenção do ciclo celular (housekeeping genes) . Os autores afirmaram que os genes ARF1 e ARF3, pertencentes à classe I ARF, possuem organização de íntrons e éxons similar, e usam regiões ricas em GC como promotores do processo de transcrição.

## Função da proteína Arf
O fator 1 de ribosilação do ADP 1 (Arf-1) é um membro da família de genes humanos Arf. Os membros da família codificam pequenas proteínas de ligação a nucleotídeos guanina que estimulam a atividade ADP-ribosiltransferase da toxina da cólera e desempenham um papel no tráfego de vesículas como ativadores da fosfolipase D. Os produtos gênicos, que incluem seis proteínas Arf e onze proteínas análogas a Arf, constituem uma família da superfamília Ras. As proteínas Arf são categorizadas como classe I (Arf-1, Arf-2 E Arf-3), classe II, (Arf-4 e Arf-5) e classe III (Arf-6), e membros de cada classe compartilham da mesma organização gênica. No Complexo de Golgi, a Arf1 tem um papel central no transporte entre as cisternas do complexo. Múltiplas variantes de produtos de transcrição alternativos frutos de splicing que codificam a mesma proteína foram encontradas para esse gene.
A sua atuação resume-se a realizar a montagem de revestimento de COPI e de clatrina das membranas do complexo de Golgi. Por isso, é classificada como uma GTPase recrutadora de revestimento.
A proteína Arf-1, assim como os outros membros da família Arf, é uma proteína solúvel, mas por causa de um processamento pós-traducional, onde há a adição de um ácido graxo (ácido mirístico) na sua extremidade N-terminal, ela se encontra associada a membranas.

### Manutenção das proteínas residentes do RE
Como a Arf está relacionada com o transporte retrógrado via COPI, ela tem papel essencial em manter um fluxo de proteínas na direção do retículo endoplasmático (RE). Isso é necessário,  já que durante a formação de vesículas para o transporte anterógrado para o aparato de Golgi, como a vesiculação tem seu processo estendido temporalmente, existe uma janela de tempo em que proteínas que estão dentro do RE podem acabar entrando nas vesículas onde só deveria estar o receptor e sua carga. Por essa razão, proteínas específicas do retículo endoplasmático possuem sequências que indicam sua origem. Tais sequências (KDEL e KKXX) ligam-se a receptores específicos presentes no aparato de golgi de forma que ocorra o endereçamento retrógrado dessas proteínas provenientes do RE de volta a ele. Por fim, durante o tráfego de cisternas cis até cisternas trans, praticamente todas as proteínas residentes do retículo já se ligaram a seus receptores e foram devolvidas ao RE.

#### Atuação juntamente com COPI
Para a formação de vesículas por intermédio de Arf-1, primeiramente ocorre a ativação da Arf-1 por meio de uma Arf-1-GEF (Guanine nucleotide exchange factor ou fator de troca de nucleotídeos de guanina), onde há a troca de GDP por GTP. Com a Arf-1 ativada, há uma mudança conformacional na estrutura terciária da proteína, de modo que o ácido mirístico e a região N-terminal hidrofóbica se tornam expostos, se unindo à membrana. Agora que Arf-1 está ativa, ela recruta os coatômeros (COPI) que estão formando um complexo de sete subunidades na parte externa da membrana.
As subunidades  α, β, y e ε são capazes de reconhecer sequências específicas de quatro aminoácidos que contêm duas lisinas (Lys/ K), as sequências KKXX. Essa sequência promove a captura de cargas ou receptores de carga, os quais se tornam concentrados na região que posteriormente formará a vesícula. São também reconhecidas as proteínas KDEL, onde há uma sequência específica de aminoácidos (Lisina, Aspartato, Glutamina, Leucina), que é outro sinal de retenção no RE. Desse modo, a cobertura por COPI vai sendo recrutada e vai se formando a vesícula. Após a formação da vesícula, proteínas auxiliares como dinaminas auxiliam na separação completa da vesícula.
Por intermédio de proteínas encaminhadoras, como as da família da Rab, a vesícula é endereçada a seu destino, o que, no caso, seria o transporte retrógrado ao RE. Quando a vesícula chega ao seu destino, uma Arf-1- GAP (GTPase activating protein ou proteína ativadora de GTPase) promove a desfosforilação de GTP, a molécula energética, o que gera o colapso das estruturas da vesícula, promovendo sua liberação. Desse modo pode ocorrer o ancoramento por meio das proteínas Rab e proteína efetora de Rab. Após essa etapa, por ação das proteínas SNARE a vesícula se fusiona com o compartimento alvo e o transporte está completo.

### Transporte mediado porClatrina
É responsável pelo transporte em ambas as direções entre o aparato de Golgi, endossomo, lisossomo e membrana celular. A vantagem em relação a outros transportes é que o transporte mediado por clatrina permite a existência de um maior número de receptores e por consequência promove o transporte de maior quantidade de carga. Além disso, a formação da vesícula é mais rápida, de modo que menor quantidade de proteínas são transportadas erroneamente. A formação de cobertura por clatrina é mediada por proteínas adaptadoras (GGA e AP1) que formam uma segunda camada discreta de cobertura entre a camada de clatrina e a membrana. As proteínas adaptadoras tem por função ligar a clatrina à membrana e captar as proteínas transmembrana (receptores de carga). O gradual recrutamento de clatrina gera um gradual aumento na tensão sobre a membrana, a qual, após certo número de clatrinas, tem curvatura o suficiente para, por meio de proteínas auxiliadoras (dinamina), se desprender da membrana. Uma diferença entre a vesícula formada por clatrina e a formada por COPI é que a formada por clatrina sofre ação de uma Arf-1-GAP logo após a separação da membrana, promovendo o desmontar do complexo de formação da vesícula (Arf-1, proteínas adaptadoras e clatrina) por meio de chaperonas citosólicas como Hsp 70, enquanto a com COPI só hidrolisa o GTP no final do transporte.

### Ativação dafosfolipase D

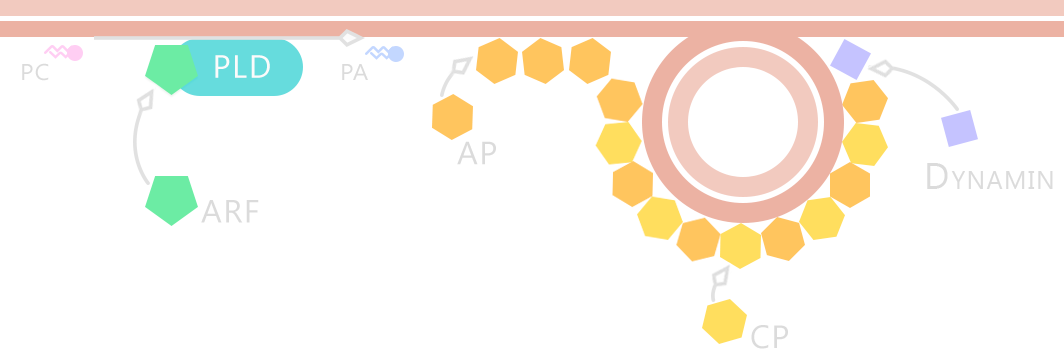
Figure 1.Um modelo da ativação da fosfolipase D por meio de Arf, e esquema proposto para endocitose vesicular. Nesse modelo, Arf ativa a fosfolipase D (PLD), recrutando-a para a membrana. A hidrólise da fosfatidilcolina (PC) por meio da PLD ativada por Arf produz ácido fosfatídico (PA). A separação da vesícula é mediada por dinamina, que é em si um efetor da via regulada por PA.

A proteína Arf-1 tem também como função a ativação da fosfolipase D (PLD). Ela faz isso por meio do recrutamento da PLD quanto a Arf-1 se desloca do citosol para a membrana. Na membrana PLD atua hidrolisando fosfatidilcolina e produzindo ácido fosfatídico. O ácido fosfatídico posteriormente recruta moléculas para dar forma à membrana interna da bicamada lipídica. O aumento da concentração local de ácido fosfatídico permite o recrutamento de proteínas adaptadoras e proteínas de cobertura, iniciando a vesiculação.

### Ativação da corrente seletiva de Na+em mamíferos
Quando uma célula de mamífero é estimulada geralmente é possível perceber um aumento na concentração de sódio citosólico, gerada por um influxo dos cátions Na+ por meio de canais iônicos. Para determinar se esse fluxo era influenciado por Arf-1 um grupo de pesquisadores do Laboratório de Sinalização Celular e Molecular, Departamento de Fisiologia, na Universidade de Oxford, examinaram se o metabólito do fundo brefeldin A poderia inibir a corrente de Na+, uma vez que ele já tem função comprovada de interferir na troca de GTP/GDP.  Os resultados obtidos demonstraram que  a proteína Arf-1 regula a corrente de Na+.

### Regulação docitoesqueleto
Estudos recentes indicam a existência de uma relação mais íntima do que se imaginava entre as GTPases das famílias Rho e Arf, principalmente pela demonstração de inúmeras proteínas de ação GAP que possuem tanto domínios para Rho quanto para Arf. Desse modo, uma vez que a família Rho tem função regulatória do citoesqueleto, pode-se perceber o mesmo tipo de atuação por parte da Arf-1. Ambas famílias são necessárias para processos que envolvem o citoesqueleto como agregação de plaquetas, adesão de fibroblastos, mobilidade celular, contração, etc. A família Rho (que tem sido percebida como análoga à Arf), por meio da ação da proteína cinase C, regula uma cascata de MAP cinases que têm como fim a regulação da expressão de genes que promovem a integridade da parede celular.

### Inibição da atividade ubiquitina ligase da proteína Mdm2 sobre a proteína p53

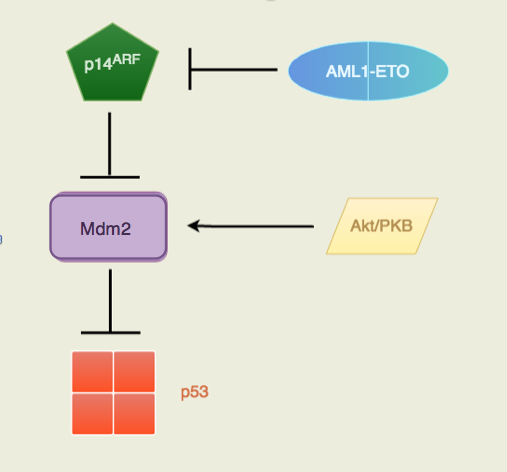
A ARF ativada se liga e inibe a Mdm2, deixando assim de degradar a p53, aumentando com isso os níveis de concentração e atividade. Dependendo do tipo celular e das condições extracelulares, a p53 pode gerar a interrupção do ciclo celular ou apoptose

A proteína p53 é uma proteína muito importante presente nas células. Ela atua como um fator de transcrição para uma série de genes relacionados a várias funções importantes para a manutenção da estabilidade das células como: reparos no material genético, interrupções do ciclo celular, promoção da apoptose, entre outras.
Em condições celulares normais, ou seja, quando não há nenhum dano no material genético, a p53 é regulada de forma que sua atividade e concentração são reduzidas. Essa regulação ocorre principalmente pela proteína chamada Mdm2.
A proteína Mdm2 é uma proteína que tem sua expressão regulada pela p53. Cerca de uma hora após a ativação da p53, a Mdm2 é expressa e sua ação é inibir a própria p53, agindo assim como um mecanismo de controle. Essa inibição ocorre através da degradação da p53 pelo sistema ubiquitina-proteasoma.
O sistema ubiquitina proteasoma é um mecanismo molecular capaz de degradar proteínas específicas que foram sinalizadas através de uma ligação com uma cauda de poli-ubiquitina, a qual é identificada por um complexo proteico chamado proteosoma. Quando a proteína ubiquitinizada é identificada pelo receptor no proteasoma, ocorre a sua degradação a aminoácidos. O mecanismo opera a partir de três enzimas: uma enzima comum a todos os mecanismos que tem a função de ativar a ubiquitina (E1), e duas enzimas variáveis conforme cada processo: uma responsável pela conjugação com a ubiquitina (E2) e uma responsável pela ligação da ubiquitna ao substrato (E3). Em conjunto, E1, E2 e E3 formam o chamado complexo ubiquitina transferase.
A Mdm2 é uma enzima E3, ou seja, possui uma atividade ubiquitina ligase. Assim, a Mdm2 consegue realizar a degradação total da p53, um processo irreversível. Dessa forma, a Mdm2 pode inibir a atividade da p53 e, logo, impedir os eventos por ela ativados. Em razão disso, o gene da Mdm2 é considerado um proto-oncogene.
A proteína Arf1 é capaz de, dado certos estímulos, impedir a degradação da p53 ligando-se à Mdm2. Assim, quando ligada à Arf1, a Mdm2 tem sua atividade ubiquitina ligase inibida e isso leva ao aumento dos níveis de concentração e atividade da p53. Assim, o gene ARF1 pode ser considerado um gene supressor de tumor.

## Doenças relacionadas à ARF1
A partir da ativação da Arf-1 por uma Arf-1 GEF (Guanine nucleotide exchange factor ou fator de troca de nucleotídeos de guanina), é possível a formação de vesícula na membrana do aparato de Golgi. No entanto, ao surgir uma Arf 1 mutante , o processo de montagem de revestimento de COPI não é realizável, pois ,apesar de ser capaz de atuar como recrutadora de revestimento, a Arf-1 mutante não é mediadora da formação de vesículas por COP1 por ser incapaz de deformar as membranas nesses casos. Em estudos, tal característica era letal em leveduras. Assim, a indução da curvatura nas membranas para a criação de vesículas é essencial para o funcionamento do transporte retrógado.
Além disso, existem algumas doenças que não são relacionadas com defeitos na proteína Arf-1, mas sim na ativação de toxinas da doença, como na cólera, em que vários tipos de domínios Arf, incluindo a Arf-1, ativam tanto essas toxinas como a fosfolipase D. Já no HIV, estudos recentes tentam descobrir uma nova forma de tratamento para a doença a partir da compreensão da atividade da  Arf-1, a qual contribui de alguma maneira com o funcionamento da HIV-1 Gag, que é responsável pelo transporte viral para dentro da célula.

## A ARF pode ser utilizada como via alternativa de interrupção do ciclo celular independente de p53
Células que não possuem p53 mas possuem Mdm2 expressam níveis elevados de ARF. Estudos recentes  revelam que a ARF-p19 foi expressa em níveis muito menores em células que não possuem p53 e Mdm2, o que sugere que a Mdm2 regula de alguma forma o feedback p53-Arf. Assim sendo, o uso de células que não possuem Mdm2 e p53 forneceu uma oportunidade para determinar os efeitos da proteína ARF na indução da progressão do ciclo celular. Tal estudo, feito com comunidades celulares de fibroblastos de ratos de embrião triplo (TKO), mostrou que a ação da ARF do tipo selvagem inibe a entrada de células cancerígenas na fase S do ciclo celular, por meio de um mecanismo de inibição da incorporação de agentes mutagênicos ao DNA celular. No teste foi usado o 5-bromodeoxiuridina - BrDU, nucleotídeo semelhante à timidina que provoca proliferação celular desordenada, o qual foi totalmente inibido pela ARF do tipo selvagem. Este mecanismo revela, portanto, que a ARF pode ser usada com uma via alternativa de interrupção do ciclo celular mesmo quando a p53 está silenciada, haja vista que suas ações demonstraram-se independentes. A ARF também pode sensibilizar as células TKO para a apoptose, embora em uma extensão significativamente menor do que a p53.